# Lyle R. Wheeler
Lyle Reynolds Wheeler (Woburn, 12 febbraio 1905 – Los Angeles, 10 gennaio 1990) è stato uno scenografo statunitense, vincitore di cinque Premi Oscar per la migliore scenografia.

## Biografia
Dopo aver completato gli studi alla University of Southern California e aver lavorato come disegnatore per una rivista e designer in campo industriale, nel 1936 venne assunto da David O. Selznick in qualità di scenografo per la sua casa di produzione.
Durante la sua quarantennale carriera, durante la quale dimostrò una particolare abilità nel progettare scenografie a costi contenuti, partecipò a oltre trecentocinquanta film, molti dei quali vengono considerati dei classici come È nata una stella, Un albero cresce a Brooklyn, Festa d'amore, Donne e diamanti, Ambra, Il ventaglio e Quando la moglie è in vacanza.
Conquistò ventinove candidature al Premio Oscar alla migliore scenografia, di cui quattro nel 1951, tre nel 1952 e due in altre due occasioni, vincendo in cinque occasioni.
Alla sua morte, il 10 gennaio 1990, i suoi resti sono stati cremati e oggi le sue ceneri vengono conservate nella Chapel of the Pines Crematory di Los Angeles.
Gli Oscar di Wheeler sono stati inconsapevolmente acquistati dall'acquirente di un'asta, avvenuta alcuni mesi prima della sua morte. L'uomo aveva infatti acquistato una scatola sigillata senza però essere a conoscenza del suo contenuto.

## Filmografia parziale
- Il giardino di Allah (The Garden of Allah), regia di Richard Boleslawski (1936)
- Le avventure di Tom Sawyer (The Adventures of Tom Sawyer), regia di Norman Taurog (1938)
- Avventura al Cairo (Cairo), regia di W. S. Van Dyke - arredatore (1942)
- Nelle tenebre della metropoli (Hangover Square), regia di John Brahm (1945)
- Donne e diamanti (The Dolly Sisters), regia di Irving Cummings (1945)
- Gli ammutinati di Sing Sing (Within These Walls), regia di H. Bruce Humberstone (1945)
- La barriera d'oro (Nob Hill), regia di Henry Hathaway (1945)
- Doll Face, regia di Lewis Seiler (1945)
- Bellezze rivali (Centennial Summer), regia di Otto Preminger (1946)
- La signora in ermellino (That Lady in Ermine), regia di Ernst Lubitsch e (non accreditato) Otto Preminger - architetto scenografo (1948)
- Il ventaglio (The Fan), regia di Otto Preminger - scenografo (1949)
- Se mia moglie lo sapesse (Everybody Does It) regia di Edmund Goulding (1949)
- Bill sei grande! (When Willie Comes Marching Home), regia di John Ford (1950)
- La gente mormora (People Will Talk), regia di Joseph L. Mankiewicz - architetto scenografo (1951)
- Mariti su misura (The Model and the Marriage Broker), regia di George Cukor (1951)
- Operazione Cicero (Five Fingers), regia di Joseph L. Mankiewicz (1952)
- Squilli di primavera (Stars and Stripes Forever), regia di Henry Koster - scenografie (1952)
- La tua bocca brucia (Don't Bother to Knock), regia di Roy Ward Baker (1952)
- Primo peccato (Dreamboat), regia di Claude Binyon - scenografie (1952)
- Le nevi del Chilimangiaro (The Snows of Kilimanjaro), regia di Henry King (1952)
- Gli uomini preferiscono le bionde (Gentlemen Prefer Blondes), regia di Howard Hawks (1953)
- Niagara, regia di Henry Hathaway (1953)
- Tre ragazzi del Texas (Three Young Texans), regia di Henry Levin (1954)
- La frusta d'argento (The Silver Whip), regia di Harmon Jones (1953)
- Il prigioniero della miniera (Garden of Evil), regia di Henry Hathaway (1954)
- L'altalena di velluto rosso (The Girl in the Red Velvet Swing), regia di Richard Fleischer - architetto scenografo (1955)
- Papà Gambalunga (Daddy Long Legs), regia di Jean Negulesco (1955)
- Scandalo al collegio (How to Be Very, Very Popular), regia di Nunnally Johnson (1955)
- Il treno del ritorno (The View from Pompey's Head), regia di Philip Dunne (1955)
- Le piogge di Ranchipur (The Rains of Ranchipur), regia di Jean Negulesco (1955)
- Io non sono una spia (Three Brave Men), regia di Philip Dunne (1956)
- Paura d'amare (Hilda Crane), regia di Philip Dunne (1956)
- Un amore splendido (An Affair to Remember), regia di Leo McCarey (1957)
- Viaggio al centro della Terra (Journey to the Center of the Earth), regia di Henry Levin (1959)
- Ultima notte a Warlock (Warlock), regia di Edward Dmytryk (1959)
- I giustizieri del West (Posse), regia di Kirk Douglas (1975)

## Oscar

### Premi
1. 1939: Via col vento
2. 1946: Anna e il Re del Siam
3. 1953: La tunica
4. 1956: Il re ed io
5. 1959: Il diario di Anna Frank

### Nomination
1. 1937: Il prigioniero di Zenda
2. 1938: Le avventure di Tom Sawyer
3. 1940: Rebecca - La prima moglie
4. 1944: Vertigine
5. 1945: Femmina folle
6. 1947: La superba creola
7. 1949: Le due suore
8. 1950: Eva contro Eva
9. 1951: 14ª ora, Ho paura di lui, Davide e Betsabea, Divertiamoci stanotte
10. 1952: Mia cugina Rachele, Viva Zapata!, Le nevi del Chilimangiaro
11. 1953: Schiava e signora, Titanic
12. 1954: Désirée
13. 1955: Papà Gambalunga, L'amore è una cosa meravigliosa
14. 1956: Teenage Rebel
15. 1958: Un certo sorriso
16. 1959: Viaggio al centro della Terra
17. 1963: Il cardinale